# نعض

تعديل مصدري - تعديل

نعض هي إحدى قرى عزلة الربع الشرقي بمديرية سنحان وبني بهلول التابعة لمحافظة صنعاء، بلغ تعداد سكانها 2534 نسمة حسب تعداد اليمن لعام 2004.